# Jerzy Rybicki
Jerzy Rybicki (* 6. Juni 1953 in Warschau) ist ein ehemaliger polnischer Boxer. 

## Boxkarriere
Jerzy Rybicki trainierte von 1968 bis 1983 im Verein Gwardia Warszawa und wurde von Antoni Komuda, Michał Szczepan und Tadeusz Walasek trainiert. Er war sechsfacher Polnischer Meister (1974, 1975 im Weltergewicht, 1977, 1978, 1979 im Halbmittelgewicht, 1981 im Mittelgewicht), sechsfacher Polnischer Mannschaftsmeister mit Gwardia Warszawa (1972, 1974, 1976, 1978, 1979, 1981/82) und bestritt 15 Länderkämpfe zwischen 1972 und 1980, von denen er 6 gewann.
Bei der Weltmeisterschaft 1974 in Havanna schied er im Viertelfinale gegen Anatolij Klimanow aus, gewann jedoch bei der Europameisterschaft 1975 in Katowice eine Bronzemedaille im Weltergewicht.
Bei den Olympischen Sommerspielen 1976 in Montreal gewann er dann die Goldmedaille im Halbmittelgewicht, nachdem er sich jeweils gegen Chuck Walker aus den USA (3:2), Wilfredo Guzman aus Puerto Rico (5:0), Wiktor Sawtschenko aus der Sowjetunion (3:2) und Tadija Kačar aus Jugoslawien (5:0) durchgesetzt hatte.
Nach dem Gewinn einer Bronzemedaille im Halbmittelgewicht bei der Europameisterschaft 1977 in Halle (Saale), startete er bei der Weltmeisterschaft 1978 in Belgrad. Dort gewann er nach Siegen gegen Alfredo Lemus und Markus Intlekofer, sowie einer Niederlage im Halbfinale gegen Wiktor Sawtschenko, ebenfalls Bronze im Halbmittelgewicht.
Bei den Olympischen Sommerspielen 1980 in Moskau gewann er eine Bronzemedaille im Mittelgewicht. Nach Siegen gegen Tarmo Uusivirta aus Finnland (TKO) und Peter Odhiambo aus Uganda (5:0), war er im Halbfinale durch TKO gegen Wiktor Sawtschenko unterlegen.
Insgesamt bestritt er 296 Kämpfe mit 269 Siegen, 2 Unentschieden und 25 Niederlagen.

## Sonstiges
Der Sohn einer Arbeiterfamilie absolvierte 1975 die Mechanikfachschule von Zakład Urządzeń Dźwigowych und 1981 die Sporthochschule Warschau. Nach Beendigung seiner Sportkarriere war er von 1984 bis 1989 Trainer bei Gwardia Warszawa und betreute im Anschluss bis 1993 auch die Nationalmannschaft. Ab 1994 folgten Trainertätigkeiten bei Znicza Pruszków und Victoria Jaworzno. 

## Auszeichnungen
- 1976: Medaille für herausragende sportliche Leistungen in Gold
- 1980: Orden Polonia Restituta V. Klasse
- 1983: Verdienter Meister des Sports
- 1998: Orden Polonia Restituta IV. Klasse